# کرونل مارتینز
کرونل مارتینز (به پرتغالی: Coronel Martins) یک منطقهٔ مسکونی در برزیل است که در سانتا کاتارینا واقع شده‌است. کرونل مارتینز ۲٬۵۵۵ نفر جمعیت دارد.